# احكم (بني العوام)

تعديل مصدري - تعديل

احكم هي إحدى قرى عزلة بني القدمي بمديرية بني العوام التابعة لمحافظة حجة، بلغ تعداد سكانها 1221 نسمة حسب تعداد اليمن لعام 2004.